# Starless and Bible Black
Starless and Bible Black — шестой студийный альбом британской группы King Crimson, выпущенный 29 марта 1974 году. Оформление альбома выполнено художником Томом Филлипсом (Tom Phillips).

## Об альбоме
Название альбома является цитатой из радиопьесы валлийского литератора Дилана Томаса «Под сенью молочного леса» (1954). Пьеса начинается словами: «It is spring, moonless night in the small town, starless and bible-black…» (с англ. — «Весенняя безлунная ночь в маленьком городке, беззвёздная и чёрная, как тьма египетская…»).
Несколько представленных в альбоме композиций были записаны «вживую» на концерте, после чего из них вырезали аплодисменты. Полностью в студии записаны только «The Great Deceiver» и «Lament». Импровизированная пьеса «We’ll Let You Know» записана в Глазго. Композиции «Trio», «Fracture» и «Starless and Bible Black» были записаны на концерте в Амстердаме, как и вступление к «The Night Watch» (оставшаяся часть — в студии). Полная запись с концерта в Амстердаме была выпущена в 1998 году под названием The Night Watch.
Тексты песен, как и в предыдущем альбоме Larks’ Tongues in Aspic, написаны Ричардом Палмером-Джеймсом, бо́льшая часть из них представляет собой сатиру над материализмом и низостью общества, продолжая линию, начатую в композиции «Easy Money».
Альбом открывается композицией «The Great Deceiver» (с англ. — «Великий обманщик»), название которой относится к Дьяволу, а текст представляет собой иронию над всеобщей коммерциализацией. Повторяющаяся несколько раз строка «Cigarettes, ice cream, figurines of the Virgin Mary» (с англ. — «Сигареты, мороженое, фигурки Девы Марии») написана под впечатлением от продаваемых в Ватикане сувениров.
«The Night Watch» посвящена картине «Ночной дозор», хотя имя Рембрандта в ней прямо не упоминается.
По мнению музыкального критика (Bruce Eder), эта песня гораздо более подходит для звучания, от которого отказались King Crimson, чем того, к чему они шли в 1973-1974 годах. 
«Trio» — наиболее спокойная композиция, инструментальная пьеса для скрипки, бас-гитары, флейты и меллотрона. Хотя на ней и нет ударных, барабанщик Билл Бруфорд указан как соавтор композиции, поскольку пьеса была импровизирована вживую на концерте, и решение Бруфорда не использовать ударные остальные участники посчитали одним из определяющих композицию моментов.
«The Mincer» (с англ. — «Мясорубка») — импровизация, записанная в Цюрихе и затем смонтированная в студии, где к инструментальной записи был добавлен текст.
Два последних трека, занимающие вторую сторону пластинки — «Starless and Bible Black» и «Fracture» — инструментальные пьесы в стиле предыдущего альбома Larks’ Tongues in Aspic.
В целом альбом был положительно оценен музыкальными критиками. Например, в рецензии журнала Rolling Stone он характеризуется следующим образом: «они взяли разрозненные части Larks’ Tongues in Aspic, вдохнули в них немного жизни и сплели их в пакет, столь же потрясающе мощный, как In the Court of the Crimson King. <...> Многогранные ударные предложения Бруфорда особенно впечатляют в этом свете — он наконец-то освоил свой отличительно эклектичный стиль. Скрипка и альт Дэвида Кросса вплетены в гобелен Crimson гораздо эффективнее, чем раньше, добавляя контрсолиста, который был нужен Фриппу, чтобы придать разнообразие звучанию группы.».

## Список композиций
| №                   | Название             | Автор(ы)                                        | Длительность |
| ------------------- | -------------------- | ----------------------------------------------- | ------------ |
| 1.                  | «The Great Deceiver» | Роберт Фрипп, Джон Уэттон, Ричард Палмер-Джеймс | 4:02         |
| 2.                  | «Lament»             | Фрипп, Уэттон, Палмер-Джеймс                    | 4:00         |
| 3.                  | «We'll Let You Know» | Дэвид Кросс, Билл Бруфорд, Фрипп, Уэттон,       | 3:46         |
| 4.                  | «The Night Watch»    | Фрипп, Уэттон, Палмер-Джеймс                    | 4:37         |
| 5.                  | «Trio»               | Кросс, Фрипп, Уэттон, Бруфорд                   | 5:41         |
| 6.                  | «The Mincer»         | Кросс, Фрипп, Уэттон, Бруфорд, Палмер-Джеймс    | 4:10         |
| Общая длительность: | Общая длительность:  | Общая длительность:                             | 26:16        |

| №                   | Название                   | Автор(ы)                      | Длительность |
| ------------------- | -------------------------- | ----------------------------- | ------------ |
| 1.                  | «Starless and Bible Black» | Кросс, Фрипп, Уэттон, Бруфорд | 9:11         |
| 2.                  | «Fracture»                 | Фрипп                         | 11:14        |
| Общая длительность: | Общая длительность:        | Общая длительность:           | 20:25        |

## Участники записи

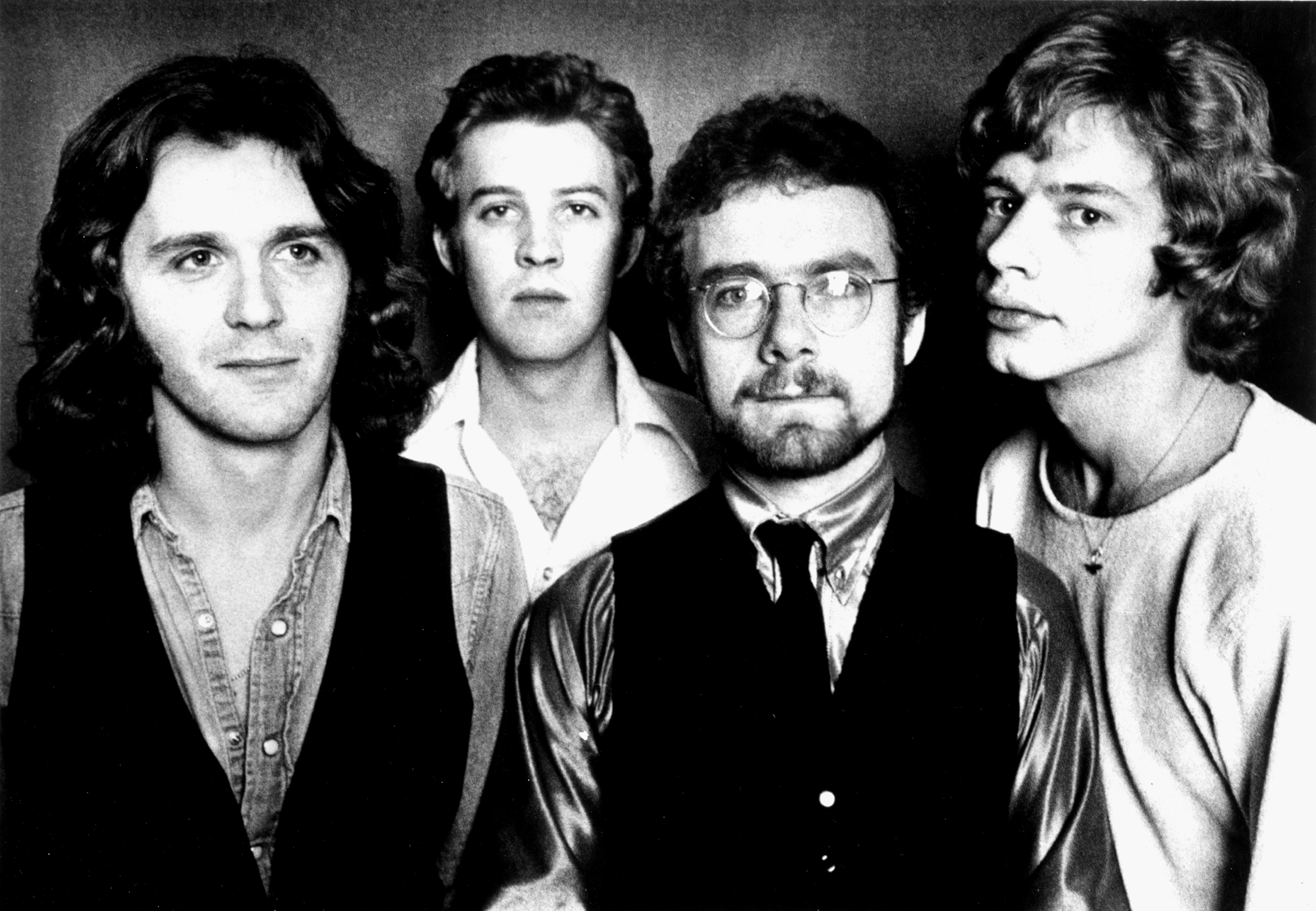
King Crimson в 1974 г. Слева направо: Уэттон, Кросс, Фрипп, Бруфорд.

- Дэвид Кросс — скрипка, альт, клавишные;
- Роберт Фрипп — гитара, меллотрон;
- Джон Уэттон — бас-гитара, вокал;
- Билл Бруфорд — ударные;

Приглашённые участники
- Джордж Чкианц (George Chkiantz) — акустический координатор;
- Питер Хендерсон (Peter Henderson) — ассистирующий инженер;
- Том Филипс (Tom Phillips) — дизайн обложки;
- «Equipment by Chris and Tex»;
- Ричард Палмер-Джеймс — стихи.